# NGC 7167
NGC 7167 (również PGC 67816) – galaktyka spiralna z poprzeczką (SBc), znajdująca się w gwiazdozbiorze Wodnika. Odkrył ją John Herschel 29 lipca 1834 roku.